# Underworld (álbum de Tonight Alive)
Underworld es el cuarto álbum de estudio de la banda de pop punk australiana, Tonight Alive.
Fue lanzado el 12 de enero de 2018.  Es el último álbum que presenta al miembro fundador y guitarrista Whakaio Taahi, quien se separó de la banda al completarse el disco. El álbum fue grabado en Tailandia por el productor Dave Petrovic, quien ha trabajado en casi todas las versiones de Tonight Alive hasta la fecha. 
Underworld es el primer álbum de la banda que se lanzó en la etiqueta independiente australiana UNFD. 
Cuenta con las colaboraciones de Corey Taylor (vocalista de Slipknot y Stone Sour) y Lyndsey "Lynn Gunn" Gunnulfsen (vocalista de PVRIS).

## Lista de canciones
| N.º | Título                             | Duración |  |
| 1.  | «Book of Love»                     | 3:08     |  |
| 2.  | «Temple»                           | 3:29     |  |
| 3.  | «Disappear» (con Lynn Gunn)        | 3:42     |  |
| 4.  | «The Other»                        | 3:52     |  |
| 5.  | «In My Dreams»                     | 4:07     |  |
| 6.  | «For You»                          | 3:22     |  |
| 7.  | «Crack My Heart»                   | 3:31     |  |
| 8.  | «Just for Now»                     | 3:58     |  |
| 9.  | «Burning On»                       | 3:19     |  |
| 10. | «Waiting for the End»              | 3:39     |  |
| 11. | «Last Light»                       | 3:59     |  |
| 12. | «Looking for Heaven»               | 4:09     |  |
| 13. | «My Underworld» (con Corey Taylor) | 3:36     |  |

## Posicionamiento en lista
| Lista (2018)                    | Posiciones |
| ------------------------------- | ---------- |
| Australian Albums (ARIA)        | 11         |
| Escocia (Scottish Albums Chart) | 40         |
| Reino Unido (UK Albums Chart)   | 55         |

## Personal
| Tonight Alive - Jenna McDougall: voz - Cameron Adler: bajo - Jake Hardy: guitarra - Matt Best: batería | Músicos adicionales - Lynn Gunn: voz (pista 3). - Corey Taylor: voz (pista 13). |